# سياك سفارت
غيسايا سفارت (من مواليد 3 يوليو 1938)، والمعروف باسم سياك سفارت (بالهولندية: Sjaak Swart)، هو لاعب كرة قدم هولندي سابق لعب كجناح في نادي أياكس.
خلال مسيرته في أياكس، شارك في نحو 600 مباراة، وهو الرقم القياسي للنادي، ومن بينهم 461 مباراة في الدوري والبطولات الرسمية بين 1956 و1973. كما أنه أحد هدافي النادي.

## البطولات

### أياكس
- الدوري الهولندي الممتاز (7): 1959–60 ، 1965–66 ، 1966–67 ، 1967–68 ، 1969–70 ، 1971–72 ، 1972–73
- كأس هولندا: 1960–61 ، 1966–67 ، 1969–70 ، 1970–71 ، 1971–72
- كأس أوروبا: 1970–71 ، 1971–72 ، 1972–73
- كأس إنترتوتو: 1962
- كأس السوبر الأوروبي: 1972 ، 1973
- كأس الإنتركونتيننتال: 1972

## وصلات خارجية
سياك سفارت على موقع الاتحاد الأوربي (الإنجليزية)
- سياك سفارت على موقع قاعدة بيانات كرة القدم.إي يو (الإنجليزية)
- سياك سفارت على موقع ليكيب (الفرنسية)
- سياك سفارت على موقع ناشيونال فوتبول تيمز (الإنجليزية)